# Улица Союза Печатников
Улица Сою́за Печа́тников — улица в Адмиралтейском районе Санкт-Петербурга. Проходит от набережной Крюкова канала до площади Кулибина.

## История названия
Переулок возник в первой половине XVIII века.
20 августа 1739 года присвоено наименование Большая Матросская улица, в связи с тем, что на планах Комиссии о Санкт-Петербургских строениях, здесь для служителей Адмиралтейского ведомства должны были быть построены матросские казармы. Однако, название осталось только на бумаге. Первое фактически существовавшее название Торговая улица известно с 1776 года, дано по торговому (или харчевскому, позднее Литовскому рынку) находившемуся на месте дома 1, здания Дворца Культуры Первой пятилетки, который был снесён в 2005 году из-за строительства второй сцены Мариинского театра. С 1798 года известно название Коломенская улица, дано по историческому району Коломна, находящемуся на противоположном берегу Крюкова канала.
4 апреля 1925 года переименована в улицу Союза Печатников, в честь профессионального союза печатников, размещавшегося на улице в доме 25а, в связи с 20-летием его образования.

## История
В доме 25, согласно воспоминаниям Д. Ф. Сверчкова, в 1905 году находился штаб Петроградского совета рабочих депутатов, находился Л. Д. Троцкий.
В шестидесятые-семидесятые годы прошлого века в доме 17 по улице Союза Печатников жил вместе со своими родителями Александр Бастрыкин.

## Достопримечательности
- № 5, литера А — историческое здание, где в 1824 году жили писатель Грибоедов А. С. и поэт, декабрист Одоевский А. И.  781710875430006
- № 7 — доходный дом (1874, архитекторы А. Г. Вейденбаум, М. А. Канилле)
- № 9 (Лермонтовский проспект, 6) — дом Е. М. Эльманович, построен в кон. XVIII в., перестраивался в 1830-е гг., расширен в 1866—1867 гг. по проекту арх. Н. В. Трусова.  7831236000
- № 10, 10А — доходные дома Гутманов. Оба корпуса были построены в 1912—1913 гг. по проекту арх. И. И. Долгинова[2].  7831235001,  7831235002
- № 22 — Католический храм Святого Станислава  7810105000
- № 25 — исторический дом 1904-1905 годов постройки, арх. П. Л. Замараев, расширен в 1914 по проекту Г. П. Хржонстовского. В этом здании с 1893 г. по 1957 г. располагался Естественно-научный институт имени П. Ф. Лесгафта, которым руководил Н. А. Морозовым.  781720972330006